# Église Sainte-Geneviève de Sainte-Geneviève-de-Batiscan
Pour les articles homonymes, voir Sainte-Geneviève.
L’église Sainte-Geneviève était un lieu de culte catholique patrimonial situé à Sainte-Geneviève-de-Batiscan, dans la municipalité régionale de comté Les Chenaux, région de la Mauricie, au Québec. Elle est la première église construite dans le style moderne inspiré de Dom Bellot.
Construite en 1870-1871, elle a été entièrement détruite par un incendie en 1933, et aussitôt reconstruite en moins d'un an à partir de ses murs incendiés puis rouverte dès décembre 1933. Cette particularité faisait écrire, en 1978, à l'historien Rodolphe Fournier : «Cette église avec un mur magnifique datant de 1870 et un intérieur moderne est à peu près unique dans son genre au Québec.»
L'église a été vendue le 20 décembre 2022. La dernière messe est celle de Noël, le 24 décembre 2022, à la fin de laquelle elle a été  désacralisée.

## Histoire
L'église actuelle est la quatrième église de la paroisse catholique de Sainte-Geneviève-de-Batiscan, par son intérieur. La première date de 1723, la seconde de 1755 et la troisième de 1870.
Construite en 1870-1871 par Zéphirin Perreault de Deschambault, l'église Sainte-Geneviève a été entièrement détruite par un incendie le 14 janvier 1933. Elle a aussitôt été reconstruite à partir de ses murs incendiés d'après les plans de l’architecte montréalais René-Rodolphe Tourville et rouverte dès décembre 1933.
Les premières concessions sur le territoire actuel de Sainte-Geneviève-de-Batiscan remonte à 1685. Son territoire appartenait alors à la paroisse de Batiscan. De 1685 à 1723, le culte était célébré à l'église de Batiscan.

## Architecture
En conséquence de son incendie et de sa reconstruction, son style est contrasté : les murs extérieurs sont ceux de l'église de 1870 tandis que l’intérieur présente un style architectural moderne remontant à 1933. Cette particularité faisait écrire, en 1978, à l'historien Rodolphe Fournier : «Cette église avec un mur magnifique datant de 1870 et un intérieur moderne est à peu près unique dans son genre au Québec.» Tourville est un pionnier au Québec de ce type d'architecture dépouillé qui met en valeur la nouveauté technique que représente en construction le béton. Trois ans plus tard, Tourville s'associera à Dom Bellot (1876-1944).
L'église de Sainte-Geneviève n’a plus ses clochers élancés typiques de l'architecture religieuse québécoise du XIXe siècle, mais des clochetons qui rappellent «celui de la fameuse église de Neuville-sur-Vanne en France, où Paul Chomedey de Maisonneuve, fondateur de Montréal, a été baptisé en 1612», comme l'écrira Édouard-Zotique Massicotte dans La Presse en 1934.
L'église de Sainte-Geneviève est la première église construite dans le style moderne inspiré de Dom Bellot. Elle a été livrée au culte le 17 novembre 1933 après seulement quatre mois de reconstruction où se sont affairés 75 ouvriers. Le journal rapporte que deux églises avaient ce nouveau style architectural, la seconde étant l'église Saint-Jérôme à Matane où la première messe a eu lieu le 20 mai 1934.

## Statuaire
Deux statues de la sainte étaient exposées à l'église : celle de l'extérieur, dans une niche sur la façade, date de 1838 et a été épargnée de l’incendie de 1933, et celle de l'intérieur, dominant l’autel au centre du chœur, avait aussi été sauvée de l’incendie de 1933.
Outre la statue de la sainte, le chœur avait deux autres statues : Marie et le Sacré-Cœur. Derrière la balustrade se trouvait une autre statue du Sacré-Cœur et une autre statue de Marie.
À l'extérieur de l'église se trouve aussi une statue du Sacré-Cœur sur un monument érigé en 1921 et une statue de Marie sur un monument érigé en 1923.

## Décor intérieur
Le décor intérieur est l'œuvre, en 1960, du peintre montréalais Guido Nincheri, accompagné d’un assistant, Giovanni Prampolini. Le décor du choeur sera préservé dans la transformation de l'église.

## Orgue
L'église possède un orgue Casavant, opus 1599, comptant 16 jeux. Il a été inauguré le 25 septembre 1938. Il a coûté 4 500 $ (valeur de 77 000 $ en dollars de 2018).

## Cloches
Le carillon de Sainte-Geneviève-de-Batiscan, dans un des clochers de l'église, compte trois cloches qui ont été bénites les 9 et 10 juillet 1938. Elles portent chacune un nom : Geneviève, qui pèse 2100 livres (950 kg), sonne la note FA; Marie, 1575 livres (715 kg), sonne la note SOL; Anne, 1075 livres (487 kg), sonne la note LA. Elles ont été achetées à la fonderie Les Fils de Georges Paccard, située à Annecy-le-Vieux, en Haute Savoie, France, au coût de 2 662,60 $ (valeur de 45 350 $ en dollars de 2018).

## Presbytère
Le presbytère actuel a été construit en 1897. Il est le troisième presbytère de la paroisse.

## Cimetière
Le cimetière Sainte-Geneviève actuel a été ouvert en 1912. Son calvaire a été érigé la même année. Il est le troisième cimetière de la paroisse. Le premier était situé à proximité de la première église. Le second était situé à proximité de l'église actuelle, il a été fermé en 1912 et les corps ont été exhumés pour être transportés dans le cimetière actuel.

## Propriétaire
L'église de Sainte-Geneviève-de-Batiscan appartenait à une corporation à but non lucratif constituée le 1er janvier 2018 sous le nom de La Fabrique de la paroisse de Sainte-Élisabeth. De sa construction en 1870 jusqu'à 2018, elle appartenait à La Fabrique de la paroisse de Sainte-Geneviève-de-Batiscan, corporation constituée en 1833 et dont l’origine remontait à 1721. En 2018, les paroisses Sainte-Geneviève, Saint-Prosper, Saint-Stanislas et Sainte-Anne-de-la-Pérade ont été fusionnées pour former la nouvelle paroisse Sainte-Élisabeth. La Fabrique de la paroisse Sainte-Élisabeth est une  corporation religieuse locale à but non lucratif, dont l'objet est d'acquérir, de posséder, de détenir, et d'administrer les finances et les biens pour les fins de l'exercice de la religion catholique romaine à Sainte-Geneviève-de-Batiscan. Elle compte six membres bénévoles, un prêtre et un président d'assemblée qui forment le conseil d'administration (le conseil de fabrique ou l'Assemblée de fabrique).
Les biens que possède la corporation à Sainte-Geneviève-de-Batiscan sont un terrain initial acquis en 1746 et dont il reste deux portions. Sur la première portion, il y a l’église construite en 1870-1871 (incendiée en 1933, reconstruite et rouverte en 1934) et appartenant à une entreprise en construction depuis 2022, un presbytère construit en 1897, un hangar construit au XXe siècle, deux stationnements dont un appartient à l'entreprise depuis 2022, une salle communautaire construite en 1917 et appartenant à la Municipalité depuis 1980, un monument du Sacré-Cœur datant de 1921, un monument à la Vierge datant de 1923, un monument en hommage à Maurice Bellemare érigé en 1969, le monument aux pionniers érigé en 1985 devant l’église, un panneau d'interprétation en hommage à Jean-Louis Baribeau, le calvaire de la Rivière-à-Veillet de 1827, cité monument historique en 2002, transporté sur le terrain de la fabrique en 2006 et donné par la Société historique à la Municipalité. Une partie de ce terrain appartenant à La Fabrique a reçu le nom de «Rue du Centre» par la Municipalité dans les années 1970, c’est une rue privée appartenant à la Fabrique. Sur la seconde portion, il y a un cimetière ouvert en 1912, avec son calvaire érigé la même année.
Vendue le 20 décembre 2022 à un entrepreneur en construction, l'église a connu sa dernière messe le 24 décembre 2022 à l'occasion de Noël et a été désacralisée le même jour. Elle sera transformée en résidence pour personnes vivant avec un handicap.

## Médiagraphie
1. Massicotte, Édouard-Zotique, Sainte-Geneviève-de-Batiscan, Trois-Rivières, Éditions du Bien public, 1936, 131 pages (Collection «Pages trifluviennes», série A, no 18) (réimpression en 1983 par la Société historique de Sainte-Geneviève-de-Batiscan) (En ligne : http://www.ourroots.ca/toc.aspx?id=1842&qryID=724adb19-c934-43c9-8d42-57079357a6d8)
2. Collectif, Sainte-Geneviève-de-Batiscan, 1833-1983, Sherbrooke, Albums souvenirs québécois, 1983, 160 pages
3. Rivard, Raymond, «L'église de Sainte-Geneviève-de-Batiscan», Bulletin municipal Le Genevièvois, 2018